# Gounou Gaya
Gounou Gaya – miasto w Czadzie, w regionie Mayo-Kebbi Est, departament Kabbia; 9521 mieszkańców (2005), położone ok. 280 km na południowy wschód od Ndżameny.